# Neostaphius striatus
Neostaphius striatus är en stekelart som beskrevs av Braet, Barbalho och Van Achterberg 2003. Neostaphius striatus ingår i släktet Neostaphius och familjen bracksteklar. Inga underarter finns listade i Catalogue of Life.